# Michael Jackson's Moonwalker
Michael Jackson's Moonwalker, mais conhecido no Brasil simplesmente como Moonwalker, é um jogo eletrônico baseado no filme homônimo de 1988 do cantor Michael Jackson. Os jogos foram lançados em 1990 para diversas plataformas.
As fases deste jogo são inspiradas nos clipes de Michael Jackson, tanto no desenho temático do cenário quanto na músicas originais.
A versão para computadores pessoais (de 8 e 16 Bits) deste jogo era, no entanto, bastante diferente das versões existentes em Arcade e em console.
Nestas máquinas o jogo era composto por 4 níveis. O primeiro nível era do tipo labirinto, visto de cima e baseado em Speed Demon no qual se tinha de recolher vários objectos sendo o último uma moto. Esta servia para o segundo nível do jogo cujo objetivo era basicamente o mesmo. No entanto no terceiro nível era já baseado em 'Smooth Criminal' e o jogador tinha de recolher munições e disparar contra os gangsters que se encontravam sobre a personagem. O quarto e último nível envolvia a transformação em um robô e disparar contra soldados. A versão para estas máquinas foi considerada a mais difícil de todas as versões criadas, sendo, por exemplo, literalmente impossível terminar o primeiro nível sem perder, pelo menos, uma vida.

## Trilha sonora
| Música                   | Arcade                                   | Video game | Computador                  |
| ------------------------ | ---------------------------------------- | --- | --------------------------- |
| Another Part of Me       | 4ª fase - Graveyard nível máximo         | 3ª fase - Woods nível máximo e dança de ataque nos estágio 1-3 e 2-3 5ª fase - The enemy hideout dança de ataque no estágio 3-5 da versão REV01 |                             |
| Bad                      | 1ª fase - Cavern 5ª fase - Evil Fortress | 4ª fase - Cavern dança de ataque 5ª fase - The enemy hideout nível máximo Créditos finais                                                       | 1ª fase - Studio            |
| Beat It                  | 3ª fase - Night Street                   | 2ª fase - Street 5ª fase - The enemy hideout dança de ataque no estágio 2-5                                                                     |                             |
| Billie Jean              | Créditos finais                          | 3ª fase - Woods dança de ataque no estágio 3-3 da versão REV01 4ª fase - Cavern nível máximo                                                    |                             |
| Smooth Criminal          | 2ª fase - Amusement Quarter              | 1ª fase - Club 30s 5ª fase - The enemy hideout dança de ataque no estágio 1-5                                                                   | 3ª fase - Club 30s          |
| Speed Demon              |                                          | | 2ª fase - Motorcycle race   |
| Thriller                 |                                          | 3ª fase - Woods dança de ataque na versão REV00 5ª fase - The enemy hideout dança de ataque no estágio 3-5 da versão REV00                      |                             |
| The Way You Make Me Feel |                                          | | 4ª fase - The enemy hideout |